# Craugastor decoratus
Craugastor decoratus är en groddjursart som först beskrevs av Taylor 1942.  Craugastor decoratus ingår i släktet Craugastor och familjen Craugastoridae. IUCN kategoriserar arten globalt som sårbar. Inga underarter finns listade i Catalogue of Life.